# Redoute de la Boissière
La Redoute de la Boissière, construite en 1831, était une fortification située à 300 mètres à l'est de la redoute de Montreuil, et 600 mètres au nord du fort de Rosny. 
Ce fortin fut ensuite doublé au sud par une autre redoute construite sur la Vieille Montagne et située au-dessus du village de Rosny.
Elle est utilisée pendant le siège de Paris, durant la guerre de 1870.
La rue de la Redoute en perpétue le souvenir.
Son emplacement exact était à l'extrémité ouest de Rosny-sous-Bois, entre les actuelles rues de la Dhuys et Lucien-Piron, non loin du boulevard de la Boissière et de la ruelle Boissière.
Rasée, elle est remplacée par des tours de logement construites pour loger des familles installées sur ses contreforts en 1966.